# Vjatjeslav Kyrylenko
Vjatjeslav Anatolijovytj Kyrylenko (ukrainska: В'ячеслав Анатолійович Кириленко) född 18 maj 1968 i Poliske, Ukrainska SSR, Sovjetunionen, är en ukrainsk politiker. Han är sedan 2 december 2014 Ukrainas vice premiärminister med ansvar för humanitärapolitik och även kulturminister.